# RhB ABe 4/4 I
| RhB ABe 4/4 I (Umbau)                                                                             | RhB ABe 4/4 I (Umbau)                          | RhB ABe 4/4 I (Umbau)                          | RhB ABe 4/4 I (Umbau)  | RhB ABe 4/4 I (Umbau)  |
| ------------------------------------------------------------------------------------------------- | ---------------------------------------------- | ---------------------------------------------- | ---------------------- | ---------------------- |
| \| \| \| \| ABe 4/4 I 30 und 34 in der Nähe von Alp Grüm \| ABe 4/4 I Nr. 30 in Bernina-Hospiz \| |                                                |                                                |                        |                        |
| Bauartbezeichnung:                                                                                | ABe 4/4 I                                      | ABe 4/4 I                                      | ABe 4/4 I              | ABDe 4/4               |
| Nummerierung:                                                                                     | 30                                             | 31–34                                          | 35–37                  | 38                     |
| Hersteller:                                                                                       | SIG, SAAS                                      | SIG, SAAS                                      | SIG, SAAS, MFO         | SIG, SAAS, MFO         |
| Baujahr:                                                                                          | 1911                                           | 1908                                           | 1908–1909              | 1911                   |
| Umbau:                                                                                            | 1953                                           | 1946/47                                        | 1949–1951              | 1949                   |
| Achsformel:                                                                                       | B0'B0'                                         | B0'B0'                                         | B0'B0'                 | B0'B0'                 |
| Spurweite:                                                                                        | 1000 mm                                        | 1000 mm                                        | 1000 mm                | 1000 mm                |
| Länge über Puffer:                                                                                | 14'660 mm                                      | 13'930 mm                                      | 13'930 mm              | 14'660 mm              |
| Gesamtradstand:                                                                                   | 10'750 mm                                      | 10'000 mm                                      | 10'000 mm              | 10'750 mm              |
| Dienstmasse:                                                                                      | 31 t                                           | 30 t                                           | 30 t                   | 30 t                   |
| Höchstgeschwindigkeit:                                                                            | 55 km/h                                        | 55 km/h                                        | 55 km/h                | 55 km/h                |
| Stundenleistung:                                                                                  | BB: 382 kW ChA: 419 kW                         | BB: 382 kW ChA: 419 kW                         | 427 kW                 | 427 kW                 |
| Anfahrzugkraft:                                                                                   | 102 kN                                         | 102 kN                                         | 102 kN                 | 102 kN                 |
| Stundenzugkraft:                                                                                  | BB: 55 kN bei 25 km/h ChA: 55 kN bei 27,5 km/h | BB: 55 kN bei 25 km/h ChA: 55 kN bei 27,5 km/h | 56 kN bei 27,2 km/h    | 56 kN bei 27,2 km/h    |
| Triebraddurchmesser:                                                                              | 850 mm                                         | 850 mm                                         | 850 mm                 | 850 mm                 |
| Stromsystem:                                                                                      | 1000 V = (Berninabahn) 2400 V = (Chur–Arosa)   | 1000 V = (Berninabahn) 2400 V = (Chur–Arosa)   | 1000 V = (Berninabahn) | 1000 V = (Berninabahn) |
| Anzahl Fahrmotoren:                                                                               | 4                                              | 4                                              | 4                      | 4                      |
| Übersetzungsverhältnis:                                                                           | 1 : 5,75                                       | 1 : 5,75                                       | 1 : 5,75               | 1 : 5,75               |
| Sitzplätze 1. Klasse: 2. Klasse: Total:                                                           | 12 29 41                                       | 12 27 39                                       | 12 31 43               | 12 24 7 43             |
| Ladefläche:                                                                                       | –                                              | –                                              | –                      | 4,88 m²                |
| Quelle:                                                                                           | [ 1 ]                                          | [ 1 ]                                          | [ 1 ]                  | [ 1 ]                  |
| ABe 4/4 I 30 und 34                                                                               | ABe 4/4 I 30                                   |                                                |                        |                        |
| ABe 4/4 I 30 und 34 in der Nähe von Alp Grüm                                                      | ABe 4/4 I Nr. 30 in Bernina-Hospiz             |                                                |                        |                        |

Als ABe 4/4 I werden bei der Rhätischen Bahn (RhB) die auf der Berninabahn eingesetzten Elektrotriebwagen mit den Betriebsnummern 30 bis 38 (motrice trenta) bezeichnet. Die Triebwagen entstanden in den Jahren 1946–1953 durch Umbau aus Fahrzeugen der Baujahre 1908–1911. Seit 1988–90, als die RhB ABe 4/4 III in Betrieb genommen wurden, ist der Einsatz der Altbau-Triebwagen im Personenzugdienst stark zurückgegangen. Sie waren aber im Sommer immer noch unverzichtbar und kamen meistens vor dem Zug 1642 zum Einsatz. Seit der Indienststellung der ersten neuen Allegra-Triebzüge im Frühjahr 2010 kann auf den planmässigen Einsatz der ABe 4/4 I verzichtet werden.
Im November 2018 waren noch zwei gelb lackierte Nostalgie-Triebwagen 30 und 34 betriebsfähig vorhanden.

## Triebwagen der Berninabahn (BB)
Die 1908 eröffnete Berninabahn beschaffte bei den Herstellern SIG und Alioth insgesamt 17 Elektrotriebwagen in zwei Serien. Die 13,91 m langen BCe 4/4 der ersten Serie (Nummern 1 bis 14) wiesen 12 Plätze in der zweiten und 31 in der dritten Wagenklasse auf. Bei den 1911 abgelieferten 14,66 m langen Triebwagen der zweiten Serie (Nummern 21 bis 23) entfielen sieben Drittklassplätze zugunsten eines Gepäckabteils (in welchem aber sieben Klappsitze vorhanden waren), die Bauartbezeichnung lautete also BCFe 4/4. (angeschrieben waren die Bezeichnungen als BCe4 respektive BCFe4.) Die elektrische Ausrüstung war bei allen Fahrzeugen gleich; sie leisteten 220 kW bei 22 km/h. Gegenüber den seinerzeit bevorzugten Grün- und Grautönen hoben sie sich mit ihrem gelben Anstrich, schwarz-roter Schattenschrift und auffälligen roten Routentafeln deutlich ab. Weil einige abergläubische Fahrgäste den Wagen 13 mieden, erhielt er im Jahr 1921 die Nummer 15.
Siehe auch Abschnitte Technische Daten in den Artikeln RhB ABe 4/4 und RhB ABDe 4/4

## Ähnliche Triebwagen anderer Bahnen
1909 erhielt die Aigle–Ollon–Monthey-Bahn von den Lieferfirmen SIG und Alioth einen elektrisch gleich ausgerüsteten und wagenbaulich weitgehend den BCe 4/4 entsprechenden, 13,9 m langen Triebwagen CFZe 4/4 11. Das Abteil dritter Klasse war um ein Fenster kürzer und auf der anderen Wagenseite waren anstelle von zwei Abteilen zweiter zwei solche dritter Klasse angeordnet und dazwischen ein Gepäckabteil mit Posteinrichtung und einer Gepäckschiebetüre je Wagenseite. Der Triebwagen wurde 1971 abgebrochen.
Die beiden 1910 in Betrieb genommenen und von Nesselsdorf gebauten, 14,66 m langen Triebwagen FEAA 104 und 105 der Lokalbahn Dermulo – Mendel im Trentino (damals Österreich-Ungarn) ähnelten den (ein Jahr später abgelieferten) BCFe 4/4 in Aussehen und Dimensionen stark, besassen jedoch einen mit Holz verkleideten Wagenkasten. Sie wiesen ebenfalls zwei Wagenklassen auf. Der Drehzapfenabstand beträgt nur 7,3 m (8,75 m bei den BCFe 4/4).  Die elektrische Ausrüstung gleicher Leistung stammte ebenfalls von Alioth. Triebwagen 105 ist bei der Rittner Bahn erhalten, verkehrt aber nur noch zweimotorig.

## Umbau durch die RhB
Mit der Berninabahn übernahm die RhB 1943 auch deren alternden Fahrzeugbestand. Mit bis zu 35 Betriebsjahren war zwar das Lebensende der Fahrzeuge noch nicht erreicht, aber deren Leistungsfähigkeit liess zu wünschen übrig. Doch die Fahrzeuge stellten nicht den einzigen Investitionsbedarf dar. Deshalb wurde auf den Kauf neuer Triebwagen verzichtet; hingegen begann die RhB, das vorhandene Rollmaterial in den eigenen Werkstätten Landquart und Poschiavo zu modernisieren. Bei allen 17 Triebwagen wurden die bisher unter dem Wagenboden angeordneten Anfahr- und Bremswiderstände auf das Dach versetzt, teilweise die Seitenwände nach unten verlängert (Schürzen) und die Kastenbleche verschweisst. Ein Pantograph ersetzte einen der beiden veralteten Lyrabügel.
Neun Triebwagen erhielten auch eine neue elektrische Ausrüstung; die Leistung erhöhte sich auf 395 kW, bei den späteren Umbauten sogar auf 440 kW. Damit konnte die zulässige Anhängelast auf 40 t verdoppelt und die Höchstgeschwindigkeit von 45 km/h auf 55 km/h erhöht werden. Die umgebauten Fahrzeuge erhielten die neuen Nummern 30–38 (siehe Tabelle).

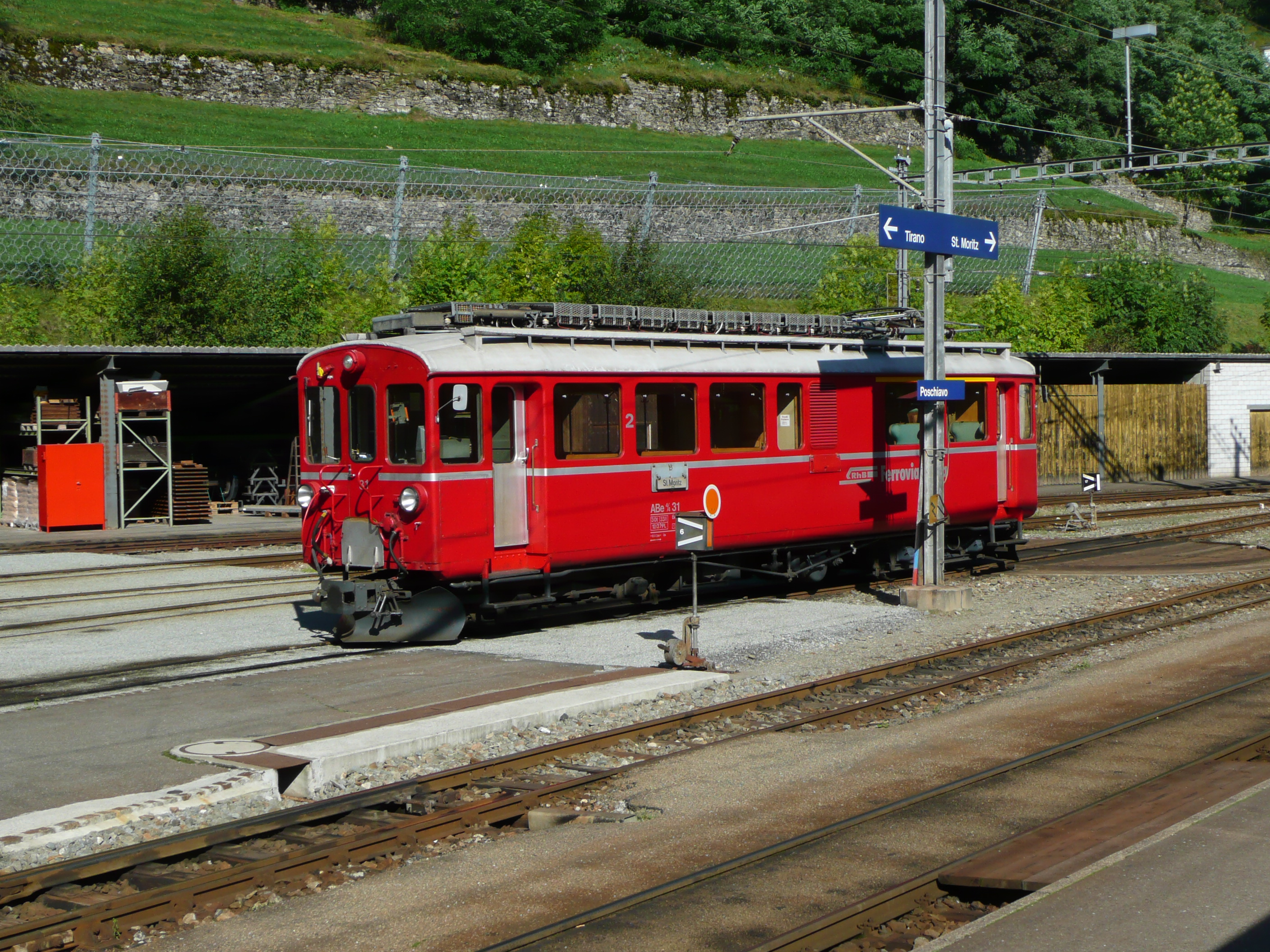
ABe 4/4 I Nr. 31 vor dem Depot Poschiavo

Die ebenfalls während des Zweiten Weltkriegs mit der Rhätischen Bahn fusionierte Chur-Arosa-Bahn hatte lediglich sechs Triebwagen, was für den wachsenden Wintersportverkehr ungenügend war. Da bei der Berninabahn die Verkehrsspitze im Sommer lag, war es möglich, im Winter jeweils einige Triebwagen nach Chur abzugeben. Zu diesem Zweck baute die RhB 1946–47 die Triebwagen 31 bis 34 zu Zweispannungsfahrzeugen um. Dazu kam eine vollständig neue elektrische Ausrüstung mit Stufenhüpfer und stärkeren Motoren von SAAS zum Einbau sowie eine Druckluftbremsanlage für den Triebwagen selbst, der Zug musste weiterhin mit Vakuum gebremst werden. 1953 folgte noch ein fünfter Triebwagen, die Nummer 30. Für den Einsatz auf der bis 1997 mit Gleichstrom betriebenen Arosalinie erhielten die umgebauten Triebwagen eine Rekuperationsbremse. Das Vorhandensein von Stufenhüpfern erlaubte zudem später den Einbau einer Vielfachsteuerung.
Die weiteren modernisierten Fahrzeuge 35 bis 38 erhielten nur noch eine elektrische Ausrüstung für die Berninabahn und keinen Druckluftkompressor. Anstelle der SAAS-Hüpfer wurden MFO-Vielstufenkontroller eingebaut. Hingegen erlaubte der Verzicht auf die Zweispannungsausrüstung eine höhere Nennleistung.
Die restlichen acht Fahrzeuge behielten ihre alten Fahrmotoren und Nummern. Ihre Leistung konnte durch verbesserte Lüftung der Fahrmotoren auf 350 kW gesteigert werden.
Als 1956 die dritte Klasse abgeschafft wurde, wurden die BCe 4/4 zu ABe 4/4 und die BCFe 4/4 zu ABFe 4/4, seit 1961 ABDe 4/4.
Der grössere Teil der Triebwagen erhielt im Laufe der Zeit eine vollständig verschweisste Blechverschalung des Wagenkastens. Dabei wurden die Fenster-Ecken auch unten ausgerundet.

## Farbgebung
Die Triebwagen gingen bei der Berninabahn mit einem gelben Anstrich in den Einsatz. Nach der Fusion wurde dieser Anstrich zunächst durch grün/crème ersetzt, gegen Ende der fünfziger Jahre wurden verschiedene Triebwagen ganz grün. Im Laufe der 1960er Jahre rot lackiert, behielten einige Triebwagen den alten Anstrich in grün oder grün/crème bis zu ihrer Ausrangierung.
Die beiden Triebwagen 30 und 34 wurden in den Jahren 2000 respektive 2001 gelb lackiert und äusserlich dem Ursprungszustand angenähert. Als nostalgische Fahrzeuge kommen sie bei Sonderfahrten und auch im sommerlichen Spitzenverkehr zum Einsatz. Der Triebwagen 34 erlitt im Sommer 2022 eine Stufenschalterexplosion und ist seitdem in Poschiavo in Reparatur. Dazu passen die Personenwagen C 114, den der Club 1889 restauriert und als Verpflegungswagen eingerichtet hat, sowie der BC 110, der auch im Innern dem Ursprungszustand angenähert wurde.

## Fahrzeugliste
| Liste der ABe 4/4 I und ABDe 4/4 der Rhätischen Bahn (früher Berninabahn) |                |       |                        |                    |           |            |          |          | |                                                                       |
| erste Betriebsnr.                                                         | Inbetriebnahme | Umbau | Betriebsnr. nach Umbau | letzte Betriebsnr. | Anstrich  | Anstrich   | Anstrich | Anstrich | Bemerkungen | Verbleib                                                              |
| erste Betriebsnr.                                                         | Inbetriebnahme | Umbau | Betriebsnr. nach Umbau | letzte Betriebsnr. | gelb      | grün/crème | grün     | rot      | Bemerkungen | Verbleib                                                              |
| 1                                                                         | 1908           | 1947  | 31                     | 31                 | 1908      | 1947       | 1959     | 1963     | | abgebrochen im Oktober 2009                                           |
| 2                                                                         | 1908           | 1946  | 32                     | 32                 | 1908      | 1946       | 1957     | 1965     | | abgebrochen im Dezember 2009                                          |
| 3                                                                         | 1908           |       |                        | 3                  | 1908      | 19..       | 1957     | –        | | ausrangiert 1969, abgebrochen                                         |
| 4                                                                         | 1908           | 1947  | 34                     | 34                 | 1908 2001 | 1947       | –        | 1962     | seit 2001 Nostalgie-Triebwagen (gelb)                                                                           | in Betrieb                                                            |
| 5                                                                         | 1908           | 1946  | 33                     | 33                 | 1908      | 1946       | 1956     | –        | 8. Mai 1962 auf Alp Grüm durch Brand zerstört                                                                   | ausrangiert 1962, abgebrochen                                         |
| 6                                                                         | 1908           |       |                        | 9921               | 1908      | –          | –        | 1960     | 1960 umgezeichnet zu Dienstfahrzeug Xe 4/4 9921, braunrot                                                       | ausrangiert 1969, abgebrochen                                         |
| 7                                                                         | 1908           |       |                        | 7                  | 1908      | 19..       | 1957     | –        | | ausrangiert 1965, abgebrochen                                         |
| 8                                                                         | 1908           |       |                        | 8                  | 1908      | 19..       | –        | –        | | ausrangiert 1967, abgebrochen                                         |
| 9                                                                         | 1908           | 1953  |                        | 9920               | 1908      | –          | 1953     | 1964/90  | 1951 von Lawine mitgerissen, als Dienstfahrzeug Xe 4/4 wieder aufgebaut                                         | ausrangiert 1998, abgebrochen                                         |
| 10                                                                        | 1908           | 1949  | 35                     | 35                 | 1908      | 1949       | –        | 1962     | | ausrangiert 2010; betriebsfähig an Museumsbahn Blonay–Chamby verkauft |
| 11                                                                        | 1909           |       |                        | 11                 | 1909      | 19..       | –        | 1964     | | ausrangiert 1976, abgebrochen                                         |
| 12                                                                        | 1909           | 1951  | 37                     | 9923               | 1909      | 1951       | 1957     | 1965     | 1997 umgebaut zu Xe 4/4 9923, Hilfswagen Poschiavo, orange                                                      | abgebrochen im Januar 2015                                            |
| 13                                                                        | 1909           |       |                        | 15                 | 1909      | 19..       | –        | –        | 1921 umnummeriert zu 15                                                                                         | ausrangiert 1969, abgebrochen                                         |
| 14                                                                        | 1909           | 1950  | 36                     | 9924               | 1909      | 1950       | –        | 1963     | 1998 umgebaut zu Xe 4/4 9924, Hilfswagen Pontresina, orange                                                     | abgebrochen im September 2012                                         |
| 21                                                                        | 1911           | 1949  | 38                     | 9922               | 1911      | 1948       | –        | 1962     | Gepäckabteil beibehalten, Bezeichnung ABDe 4/4 1992 umgebaut zu Xe 4/4 9922, Fahrleitungsdienst Poschiavo, gelb | abgebrochen im Dezember 2016                                          |
| 22                                                                        | 1911           | 1953  | 30                     | 30                 | 1911 2000 | 1953       | –        | 1966     | 1953 Gepäckabteil entfernt, seit 2000 Nostalgie-Triebwagen (gelb)                                               | in Betrieb                                                            |
| 23                                                                        | 1911           |       |                        | 23                 | 1911      | 1948       | 1956     | –        | 1956 Gepäckabteil entfernt                                                                                      | ausrangiert 1969, abgebrochen                                         |

1. 1 2 3 4 5  Umbau zum Zweispannungstriebwagen 1000 V/2200 V =, bis 1997 auch auf Chur-Arosa-Bahn einsetzbar